# Panama
Panama (spaniolă República de Panamá) este un stat din America Centrală, situat pe partea cea mai îngustă a istmului ce unește cele două Americi. Se învecinează la nord-vest cu Costa Rica, la nord cu Marea Caraibilor, la est cu Columbia, iar la sud cu Oceanul Pacific.

## Istorie
Cei mai vechi locuitori ai teritoriului ocupat acum de statul Panama au fost cuevas și triburile coclé care au dispărut din cauza bolilor și exterminării de către spanioli în secolul al XVI-lea.

### Epoca precolumbiană
Acum 20 de milioane de ani a început procesul de formare a istmului Panama, după care statul Panama și-a luat denumirea. Finalizarea procesului în pliocen, acum 3 milioane de ani, a avut drept consecință întrepătrunderea faunei și florei din două zone izolate între ele până atunci.
Dolores Piperno a aproximat prima populare umană a istmului în timpul glaciarului târziu. Olga Linares susține ideea că existența istmului a avut un impact în răspândirea umană, a agriculturii și tehnologiei de-a lungul Americilor de la apariția primilor vânători și culegători până în perioada formării orașelor și satelor.
Richard Cooke și Luis Sánchez subliniază prezența permanentă a popoarelor din podul terestru din vestul Americii, fiind foarte mare probabilitatea ca popoarele precolumbiene din istm să desfășoare schimburi de mărfuri, comerț și relații sociale cu popoarelor învecinate.

## Geografie
Statul Panama are o formă alungită, pe direcția est-vest, atingând lățimea maximă, de aproape 200 km, în dreptul Peninsulei Azuero și cea minimă, de 87 km, în zona Canalului Panama. Pe aceeași direcție se desfășoară un lanț muntos, cu altitudini reduse, dominat însă de culmi vulcanice. Restul țării este alcătuit din dealuri înalte și depresiuni de-a lungul râurilor. Țărmurile sunt crestate, cu multe locuri ideale pentru porturi și însoțite de numeroase insule. Partea estică a țării este dominată de păduri tropicale. În Darién, lângă granița cu teritoriul Columbiei, pădurea devine tot mai deasă și de nepătruns. Tot acolo, așanumita Panamericana se întrerupe și devine o cale de transport accesibilă, cu unele excepții.
Capitala și cel mai mare oraș este Ciudad de Panamá. Peste jumătate din populația panameză trăiește în orașe.
Cel mai înalt vârf a Republicii Panama este vulcanul Barú în vestul țării în provincia Chiriquí cu o altitudine de 3.475 metri.

## Politică

### Organizare administrativ-teritorială

Provinciile și teritoriile Republicii Panama

Panama este împărțită în nouă provincii și cinci teritorii (denumite comarcas în spaniolă), locuite de mai multe grupuri indigene. Toate provinciile, dar și teritoriile Emberá-Wounaan și Ngäbe-Buglé sunt împărțite în 75 districte și municipii, 625 de sate dintre care două sunt județe.
Provincii
| Provincie      | Populație (2010) | Suprafață (km²) | Capitală             | Drapel           |
| -------------- | ---------------- | --------------- | -------------------- | ---------------- |
| Bocas del Toro | 125.461          | 4.643,91        | Bocas del Toro       |                  |
| Chiriquí       | 416.873          | 6.490,9         | David                |                  |
| Coclé          | 233.708          | 4.949,78        | Penonomé             | Bandera de Coclé |
| Colón          | 241.928          | 4.868,36        | Colón                | Bandera de Colón |
| Darién         | 48.378           | 11.896,59       | La Palma             |                  |
| Herrera        | 109.955          | 2.336,35        | Chitré               |                  |
| Los Santos     | 89.592           | 3.804,64        | Las Tablas           |                  |
| Panamá         | 1.713.070        | 11.670,92       | Ciudad de Panamá     |                  |
| Veraguas       | 226.991          | 10.629,64       | Santiago de Veraguas |                  |

Teritorii cu statut provincial
| Teritoriu (comarca) | Populație (2010) | Suprafață (km²) | Capitală    | Drapel               |
| ------------------- | ---------------- | --------------- | ----------- | -------------------- |
| Emberá-Wounaan      | 10.001           | 4.383,61        | Unión Chocó | —                    |
| Guna Yala           | 33.109           | 2.340,73        | El Porvenir | Bandera de Guna Yala |
| Ngäbe-Buglé         | 156.747          | 6.959,00        | Chichica    |                      |

Teritorii fără statut provincial
| Teritoriu (comarca) | Populație | Suprafață (km²) | Capitală | Drapel |
| ------------------- | --------- | --------------- | -------- | ------ |
| Madungandi          | 4.350     | 2.318,0         | Ipetí    |        |
| Wargandi            | 1.491     | 775             | Wala     | —      |

## Economie
Datorită poziției sale geografice, economia republicii este dominată de sectorul serviciilor, căreia îi revine aproximativ 80% din PIB, serviciile bancare, logistice, turistice, medicale având un rol cheie în economia țării. Sectorul primar, agricultura, a scăzut treptat contribuția la PIB, cât și ocuparea forței de muncă datorită dezvoltării altor sectoare. În exporturile agricole, bananele erau pe primul loc, urmate de alte produse precum zahărul sau cafeaua. Guvernul este implicat activ în acest domeniu, prin intermediul companiilor de stat, cât și a subsidiilor oferite pentru dezvoltarea anumitor culturi agricole. Sectorul secundar, industria, este în general dominat de procesarea producției sectorului primar, agricultura și mineritul. Construcțiile și energia dețin cote importante în acest sector. Dezvoltarea industrială între 1965 și 1980 avea indicele mediu de dezvoltare de 5,9% anual; între 1980 și 1985, rata a fost negativă — 2,2%. Guvernul a construit fabrici de ciment și zahăr, pentru a fi competitive cu cele existente în sectorul privat.
Spre sfârșitul anilor '80 se dorea o mai mare prezență a capitalului privat în industrie, și o lansare industrială competitivă internațională.

## Cultură
Cultura statului Panama este rezultatul fuziunii dintre culturi diferite, care s-au stabilit în țară de-a lungul istoriei sale: spaniole, amerindiene, africane, din vestul Indiei, columbiene, americane, chineze etc. Această combinație se regăsește în muzică, gastronomie și artă.
Influența spaniolă este prezentă în arhitectura orașelor coloniale, în special în cartierul vechi din Panama și în provinciile centrale ale țării. De asemenea, produsul alimentar este rezultatul a diversității culturale: cei de origine africană au contribuit cu rețete pe bază de fructe de mare, în timp ce consumul de orez a fost introdus de chinezi. 
Dansurile populare sunt cumbia tamborito și panama.
Carnavalurile sunt una dintre principalele festivități din Panama.

### Patrimoniu mondial UNESCO
Până în anul 2011 pe lista patrimoniului mondial UNESCO au fost incluse 5 obiective din această țară. Patrimoniul Mondial Cultural este indicat cu un C și Patrimoniul Mondial Natural cu un N: 
- 1980 – C – Fortificația San Lorenzo în Portobelo (provincia Colón)
- 1981 – N – Parcul Național Darién (provincia Darién)
- 1990 – N – Parcul Internațional La Amistad1 (provinciile Bocas del Toro și Chiriquí)
- 1997 – C – Cartierul istoric din capitala Ciudad de Panamá, Salón Bolívar și situl arheologic Panamá Viejo (provincia Panamá)
- 2005 – N – Parcul Național Insula Coiba (provincia Veraguas)

1 Acest patrimoniu Mondial UNESCO se extinde în Panama și Costa Rica

## Educație
Sistemul de învățământ din Panama se bazează pe Legea educației de bază, adoptată în 1946. Sistemul educațional din Panama este structurat în patru nivele: învățământ primar, secundar și terțiar sau universitate. Copiii de la 4 la 5 ani pot avea acces la educație timpurie. Învățământul primar sau de bază este destinat copiilor de 6–11 ani, în timp ce învățământul secundar este împărțit în două etape: premedia (de la 12 la 14 ani pentru tineri) și de mijloc (pentru tineret cu vârsta cuprinsă între 15 și 17 ani).
Sistemul de învățământ primar și secundar este reglementat de Ministerul Educației din Panama (Meduca), în timp ce învățământul superior este condus de două universități de stat majore: Universitatea din Panama și Universitatea Tehnologică din Panama. Planurile de învățământ ale altor universități sunt auditate și aprobate de aceste două instituții.